# Carberp
Carberp ist ein Trojaner, der die Man-in-the-Browser-Methode nutzt, um Anwender beim Onlinebanking oder der Benutzung eines Sozialen Netzwerks zu schädigen.
Trotz seiner zunächst geringen Verbreitung wurde er aufgrund seines hohen Schadenspotentials von Antivirenherstellern wie Trend Micro als einer der potentiell gefährlichsten Trojaner eingestuft. Das Bundesamt für Sicherheit in der Informationstechnik warnte bereits 2010 vor Carberp.
Carberp manipuliert direkt im Browser die vom Nutzer aufgerufenen Webseiten und späht Anmelde-Daten aus, noch bevor sie verschlüsselt werden. Carberp benötigt für diese Aktionen keine Admin-Rechte und umgeht dadurch den Schutz durch die Benutzerkontensteuerung von Windows Vista und Windows 7.
Der Carberp-Trojaner hat unter anderem folgende Eigenschaften:
- er deaktiviert andere Schadsoftware, um nicht gestört zu werden und den Abfluss von Informationen an andere Kriminelle zu unterbinden
- ist ohne Administrationsrechte auf dem infizierten Rechner lauffähig
- das Schadprogramm hat volle Kontrolle über den Internet-Verkehr des infizierten Rechners
- Carberp überträgt in Echtzeit Daten zum Server der Angreifer

Carberp wird ständig weiterentwickelt und tritt in verschiedenen Varianten auf. Eine 2012 aufgetauchte Variante des Carberp-Trojaners blockiert den Zugriff auf Facebook. Statt der normalen Profil-Seite wird dem Nutzer eine Seite im Facebook-Look gezeigt, auf der er zur Zahlung eines Geldbetrages aufgefordert wird, um seinen Login zurückzuerhalten.
Seit Juni 2013 ist der Quellcode des Trojaners, der zuvor für etwa 40.000 US-Dollar zum Kauf angeboten wurde, in diversen Hackingforen frei verfügbar zum Download.